# Masacre de Wilde
La masacre de Wilde fue un caso de gatillo fácil que ocurrió el 10 de enero de 1994, cuando cuatro personas fueron asesinadas a balazos por once agentes de la ex Brigada de Investigaciones Lanús de la Policía de la Provincia de Buenos Aires (Argentina). El caso es considerado emblemático del período de la «maldita policía», en el que sucedieron una serie de hechos de corrupción y abuso de autoridad por parte de las fuerzas policiales de la provincia. 

## Las víctimas
La masacre ocurrió cuando policías persiguieron a los ocupantes de dos autos "al confundirlos con los delincuentes" y los asesinaron usando 270 balazos en la intersección de Avenida Ramón Franco y Lobos.
Las víctimas fueron el remisero Norberto Corbo y sus pasajeros, Claudio Mendoza y Héctor Bielsa, quienes viajaban a bordo de un Peugeot 505, y el vendedor de libros Edgardo Cicutín, que se trasladaba en un Dodge 1500, conducido por Claudio Díaz, que logró sobrevivir.

## Los policías
Durante más de 20 años se habló de numerosas hipótesis sobre las causas de la masacre. Una de las hipótesis es que los presuntos delincuentes que la policía perseguía se habían quedado con cinco kilos de droga o con un dinero de algún botín.
Los policías eran de la Brigada de Investigaciones, cuyo subjefe era el comisario Juan José Ribelli, quien fue detenido, procesado y luego absuelto por el atentado a la AMIA.
El juez de la causa elevó a juicio oral a ocho policías, acusados de ser los autores de los asesinatos. Roberto Mantel, Osvaldo Lorenzón, Eduardo Gómez, Pablo Dudek, Marcelo Valenga, Marciano González, Julio Gatto y Hugo Reyes debieron enfrentar el juicio oral y público por haber participado del sangriento operativo. Otros dos policías (César Córdoba y Carlos Saladino) fallecieron en este período y Marcos Rodríguez, que estaba prófugo, fue capturado en 2014.